# عبد المالك الجزائري
هو عبد المالك بن الأمير عبد القادر الجزائري، ولد في دمشق سنة 1868م، وتعلم على يد والده الأمير تربية إسلامية أصيلة، وكان يحسن اللغة العربية، والتركية، والفرنسية، فنشأ متأثرا بفكرة الجامعة الإسلامية.

## مسيرته
في سنة 1903م سافر إلى الجزائر حيث التحق بثورة الشيخ بوعمامة في الجنوب الجزائري، وبعد توقف بوعمامة عن القتال، غادر الجزائر متجها إلى المغرب الأقصى حيث إنضم إلى السلطان مولاي عبد العزيز في قتاله ضد مولاي عبد الحفيظ، المدعوم من طرف فرنسا، لكنه اعتقل في فاس، ولما عرفه الفرنسيون، أطلقوا سراحه وعينوه نائبا لوزير الحرب المغربي، ثم قائدا للشرطة الدولية، في طنجة.

## التحالف مع ألمانيا
عندما كان في فرنسا للعلاج أثناء الحرب العالمية الأولى إتصل به سفير ألمانيا في مدريد، الكونت دي راتبور وطلب منه التحالف مع ألمانيا ضد فرنسا فإتفقوا على العمل معا، بمساعدة الخلافة العثمانية، على طرد فرنسا من المغرب، والجزائر، وإقامة ولاية تابعة للعثمانيين، تحت رايته تضم البلدين معا.
وفي اواخر سنة 1914م بدأ الأمير عبد المالك تنفيذ خطته حيث زحف إلى بني مستارة وجمع أول جيش لمقاومة الفرنسيين وكان يساعده ضباط ألمان وأتراك، واستولى بعدها على مدينة فاس لكن الامور لم تتطور لصالحه بسبب انشغال الألمان والأتراك بالحرب العالمية وعدم وفاءهم بعهودهم له بالإمداد بالمال والسلاح مما جعل الجموع تنفض عنه  وزادت الأمور سوءا بعد نهاية الحرب وهزيمة حلفاءه هزيمة منكرة حيث وجد نفسه وحيدا ففر إلى قبيلة غمارة التي وفرت له الحماية وبقي هناك متربصا حتى اندلاع ثورة الريف سنة 1923م بقيادة الأمير عبد الكريم الخطابي ضد الاستعمار الإسباني في الريف المغربي وكان متحالفا مع الفرنسيين الذين اشترطوا عليه القضاء على عبد المالك مقابل تقديم الدعم له مما جعل الحرب تندلع بين الأميرين حيث إنهزم الأمير الخطابي في المرة الأولى ولكن ضعف الأمير عبد المالك دفعه للالتجاء إلى الإسبان أعداء الخطابي والفرنسيين الذين وجدوا فيه فرصة للانتقام من أعدائهم فإتفق معهم على حربهم بشرط استقلاله بكل منطقة يحررها بجيشه لكنه لم يلبث ان قتل في معركة ضد الفرنسيين وحلفاءهم سنة 1924م وكان الأمير عبد المالك يهدف إلى إحداث ثورة شاملة ضد الفرنسيين في كل المغرب العربي وقد كلف لهذا الغرض ابن أخيه الأمير خالد بإعداد الأمر لذلك في الجزائر كما كلف أخاه الأمير علي بالسفر إلى إسطنبول لجلب الدعم من الخلافة العثمانية لكن مقتله المبكر عجل بسقوط كل احلامه.